# چشمه‌خزنده
چشمه‌خزنده (نام علمی: Balanerpeton woodi) نام یک سرده از شاخه طنابداران است.
چشمه‌خزنده نخستین عضو گروه بزرگی از دوزیستان سنگواره‌شده به‌نام بریده‌مهرگان بود. این جانور شبیه سمندری بزرگ به‌نظر می‌رسید، اما گوش میانی و پرده‌ی صماخش به قورباغه شباهت بیشتری داشتند.
چشمه‌خزنده، تا جایی که می‌دانیم، اولین جانور خشکی‌زی بود که گوشش می‌توانست امواج صوتیِ هوایی را بشنود، یعنی این جانور صدای حشره‌های پیرامونش را که شکارش می‌شدند می‌شنید. چشمه‌خزنده را چنین نامیده‌اند، چون بقایایش را در جایی یافته‌اند که تصور می‌شود زمانی دریاچه‌ی دهانه‌ای آتش‌فشانی بوده و گرداگردش را چشمه‌های آب‌گرم گرفته‌اند.